# Ocellomma
Ocellomma is een geslacht van schimmels in de familie Roccellaceae. De typesoort is Ocellomma picconianum. 

## Soorten
Volgens Index Fungorum telt het geslacht twee soorten (peildatum april 2022):
| Soortnaam             | Auteur(s)                                       | Publicatiejaar |
| --------------------- | ----------------------------------------------- | -------------- |
| Ocellomma picconianum | (Bagl.) Ertz & Tehler                           | 2014           |
| Ocellomma rediuntum   | (Stizenb. ex Hasse) Kantvilas, Gueidan & Tehler | 2020           |